# 亚尼奶酪
亚尼奶酪是一种来自拉脱维亚的酸乳奶酪，它是拉脱维亚人庆祝夏至传统节日亞尼節的食物，如今它也是拉脫維亞文化的象征之一。
据报道，在2021年因受2019冠状病毒病疫情的影响，传统的亚尼奶酪不再受欢迎，消费者会选择购买其他品种的奶酪比如马苏里拉奶酪、菲达奶酪、硬奶酪和陈年奶酪。

## 生产

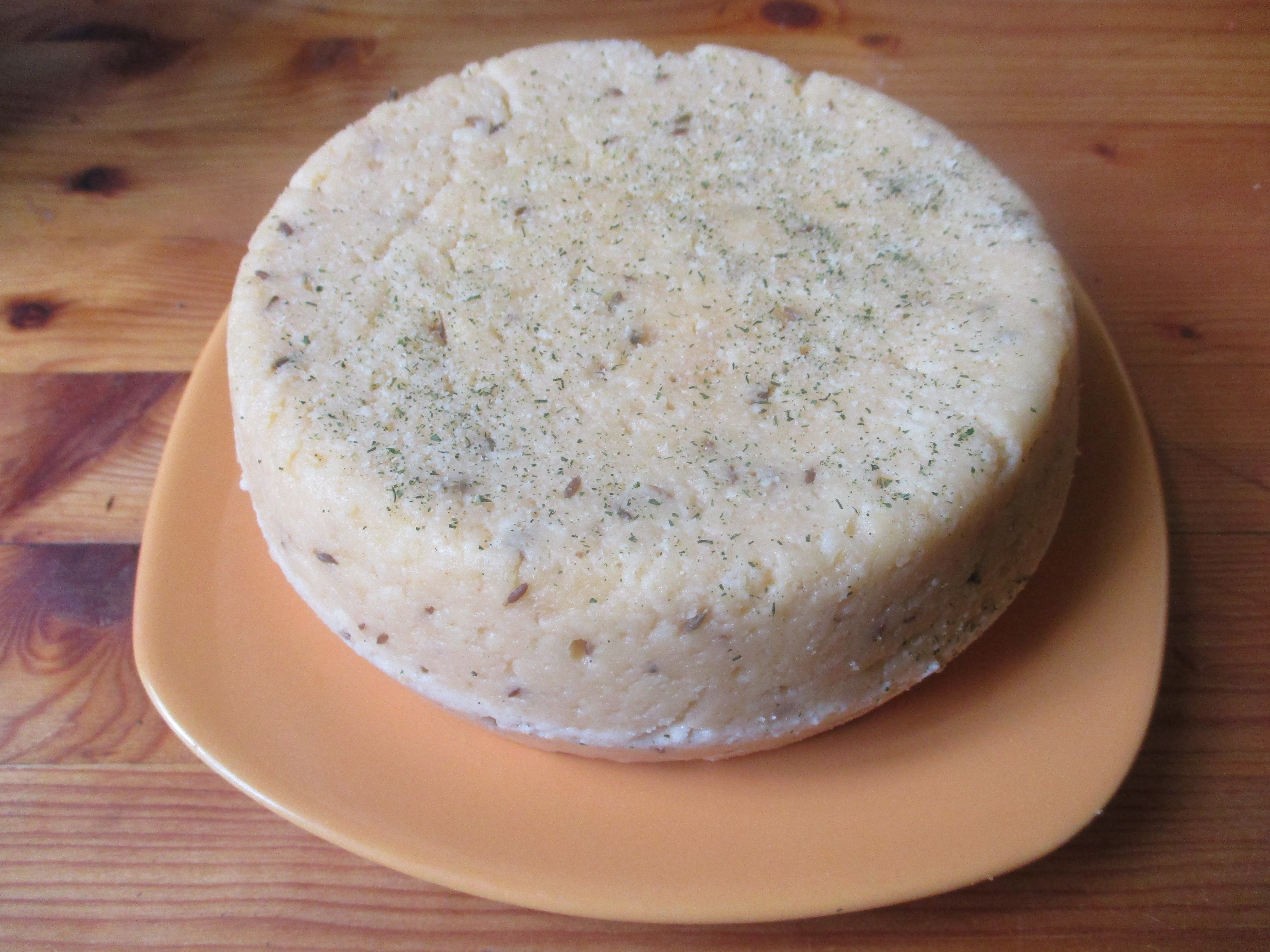
一块自制的亚尼奶酪

制作这种奶酪的基本原理是用酸牛奶和鲜牛奶制成凝乳。在传统的奶酪制作过程中会加入葛縷子、盐和鸡蛋，如果想要增加脂肪的含量还会额外加入黄油和奶油。奶酪的制作方法是加热全脂牛奶，加入此前配好的凝乳，然后将混合物进行煮制；不断搅拌混合物使蓬松的凝乳聚合，从而和乳清进行分离。当奶酪团子的温度达到72—77 °C（162—171 °F）时就去除不需要的乳清。此时，将凝乳放入平底锅或煎锅，并同时加入鸡蛋、黄油和食盐的混合物，并加入最重要的配料葛縷子进行搅拌，这一步可以将凝乳变成半成品状态的奶酪。一旦奶酪的半成品形成一个坚固紧实的球体，就需要将奶酪放在薄紗棉布中沥干水分并在奶酪的上方放置重物，以去除奶酪中的水分。通常情况下，奶酪会放在阴凉干燥的地方保存。

## 认证

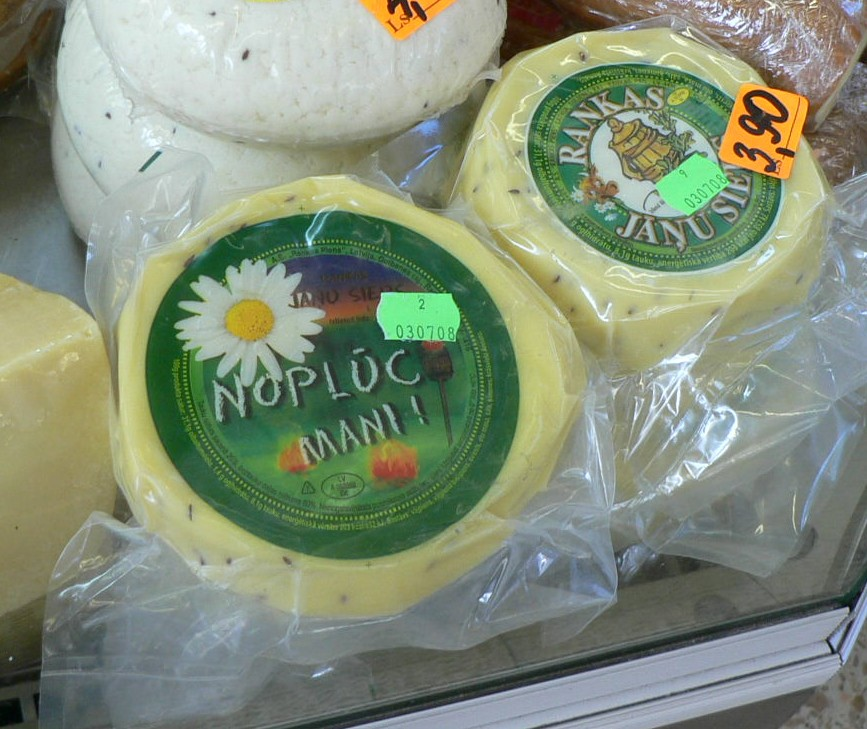
由制造商Rankas piens生产的轮状亚尼奶酪

2015年11月16日, 亚尼奶酪被列入欧盟传统特产登记册。目前有5家制造商符合歐盟傳統特產制定的标准，可以将其生产的奶酪产品命名为亚尼奶酪。

## 注解
1. ↑  拉脫維亞語：
2. ↑  这五家制造商分别是Valmieras piens、Rankas piens[5]Lazdonas piensaimnieks、Straupe和Dundaga